# Skara stifts riksdagsmän i prästeståndet
Följande personer företrädde Skara stift i prästeståndet vid Sveriges ståndsriksdag. Listan är komplett för ståndsriksdagarna 1809–1866 men inkluderar inte tidigare riksdagar.
Enligt 1810 års riksdagsordning var biskopen i varje stift självskriven ledamot i prästeståndet. Skara stift skulle bland sina kyrkoherdar utse fyra ledamöter, och komministrarna i stiftet hade möjlighet att inom sig utse ytterligare en ledamot.

### Riksdagen 1809–1810
- Biskop Thure Weidman
- Johan Henrik Brantenberg
- Carl Johan Knös
- Daniel Norén

### Urtima riksdagen 1810
- Biskop Thure Weidman
- Anders Billdahl
- Johan Halén
- Carl Thyselius
- Olof Olai Westman

### Urtima riksdagen 1812
- Biskop Thure Weidman (intog sin plats 4/6 1812)[3]
- Anders Billdahl
- Carl Johan Knös
- Daniel Norén
- Carl Thyselius

### Urtima riksdagen 1815
- Biskop Thure Weidman (frånvarande)
- Mattias Hasselrot
- Carl Johan Knös
- Adolf Roos
- Carl Thyselius

### Urtima riksdagen 1817–1818
- Biskop Thure Weidman (frånvarande)
- Anders Billdahl
- Per Friman
- Mathias Hasselrot
- Carl Johan Knös

### Riksdagen 1823
- Biskop Thure Weidman (frånvarande)
- Karl Gustaf Almgren
- Mathias Hasselrot
- Jonas Kjellander
- Carl Johan Knös

### Riksdagen 1828–1830
- Biskop Sven Lundblad (från 13/7 1829)[4]
- Lars Peter Afzelius
- Per Friman
- Mathias Hasselrot
- Jonas Kjellander (till 27/8 1829)
  - Elias Christopher Grenander (från 26/10 1829)

### Urtima riksdagen 1834–1835
- Biskop Sven Lundblad
- Lars Peter Afzelius
- Anders Bjursten (död 5/10 1834)
  - (Johan Fredrik Hvalström, utsedd 19/12 1834 men avsade sig; tillträdde aldrig)
    - (Anders Billdahl, utsedd, vilket anmäldes till ståndet i skrivelse daterad 4/2 1835[5], men avsade sig, vilket anmäldes till ståndet i skrivelse daterad 18/2 1835[6]; tillträdde aldrig)
      - (Jakob Florén, utsedd 11/3 1835 men avsade sig 8/4 1835; tillträdde aldrig)
        - Clas Gustaf Warholm (från 30/4 1835)
- Elias Christopher Grenander
- Mathias Hasselrot

### Riksdagen 1840–1841
- Biskop Johan Albert Butsch
- Lars Peter Afzelius
- Johan Källgren
- Sven Magnus Liedzén
- Sven Lundblad

### Urtima riksdagen 1844–1845
- Biskop Johan Albert Butsch
- Gustaf Bergstrand
- Per Olof Carlander
- Sven Magnus Liedzén
- Sven Lundblad
- Bernhard Stabeck

### Riksdagen 1847–1848
- Biskop Johan Albert Butsch
- Per Olof Carlander
- Sven Lundblad
- Anders Setterblad
- Bernhard Stabeck

### Riksdagen 1850–1851
- Biskop Johan Albert Butsch (frånvarande)
- Per Hasselrot
- Sven Lundblad
- Anders Setterblad
- Natanael Wallin

### Riksdagen 1853–1854
- Biskop Johan Albert Butsch
- Per Olof Carlander
- Per Hasselrot (död 4/9 1854)
  - Sven Lundblad (från 8/11 1854)
- Gustaf Linnarsson
- Ture Wensjoe

### Riksdagen 1856–1858
- Biskop Johan Albert Butsch
- Per Olof Carlander
- Justus Collén
- Adam Frimanson
- Jakob Otterström

### Riksdagen 1859–1860
- Biskop Johan Albert Butsch
- Per Olof Carlander
- Justus Collén
- Anders Lexell
- Jakob Otterström

### Riksdagen 1862–1863
- Biskop Johan Albert Butsch
- Per Olof Carlander
- Justus Collén
- Jakob Otterström
- Adolf Säve

### Riksdagen 1865–1866
- Biskop Johan Albert Butsch (frånvarande)
- Anders Bergman
- Jakob Otterström
- Anders Fredrik Sondén
- Adolf Säve